# Zaljev Musa
Zaljev Musa (farsi: خور موسی) nalazi se na sjeverozapadnom kraju Perzijskog zaljeva. Nalazi se u pokrajini Huzestan. Musa je navodno bio poznati kapetan po kojem je ovaj zaljev dobio ime.

## Geografija
Zaljev Musa je dubok 20-50 m, a na nekim mjestima doseže 73 m. Teren oko ove uvale je muljevit na nadmorskoj visini od 2-4 m. Širina njegovog otvora je 37-40 km, a duljina od otvora do Bandar-e Homeinija je 90 km, a do Bandar-e Mahshahra 120 km.
Ostali mali potočići granaju se iz zaljeva Musa, uglavnom sa zapadne strane, a od juga prema sjeveru, to su potoci Selech, Melh, Qanaqa, Marymos i Duraq na sjeverozapadu. Potok Ghazlan nalazi se između otoka Qabre Nakhoda i istočne obale Perzijskog zaljeva.
Na ušću zaljeva nalaze se tri otoka, Buneh, Dara i Qabre Nakhoda, a u zaljevu ima mnogo nenaseljenih malih otoka.

## Ekosustav
Najveća rasprostranjenost srebrnih pomfreta u Perzijskom zaljevu nalazi se u regiji zaljeva Musa i na otoku Kešm. Među pticama zaljeva su pjegavi vodomari, a među vodenim životinjama kitovi, dupini i friales. Nažalost, velika količina nepročišćenih otpadnih voda iz petrokemijske industrije ulazi u zaljev Musa, ugrožavajući ekosustave i turizam zaljeva.
Zaljev Musa je dom životinjskim vrstama, uključujući grbave dupine i morske ptice kao što su flamingosi, žličarke, čaplje s grebena, rakovi plovci, velike kukmaste čigre, uzde čigre, mali rakovi, Oxudercinae i sve vrste riba. U zaljevu Musa nalaze se netaknuti otoci pod upravom Ministarstva zaštite okoliša i prekrasni obalni krajolici. Svake godine tijekom Novruza, brod za krstarenje posjećuje zaljev Musa.

## Gospodarstvo
Oko 60 plutača postavljeno je za obilježavanje prolaza teretnih brodova i naftnih tankera, nosivosti do 100.000 tona, koji prolaze kroz zaljev Musa kako bi ušli u luku Imam Khomeini. Više od 1816 ljudi u zaljevu Musa Bay živi od ribolova.
Bandar-e Homeini i Bandar-e Mahshahr i petrokemijska posebna gospodarska zona Mahshahr nalaze se na sjeveru zaljeva.

## Događaji
Dana 16. studenog 2006., američki razarač približio se teritorijalnim vodama Abu Musa,[Abu Musa je otok daleko od zaljeva Musa. Zabuna?] povlačeći se nakon upozorenja iranske mornarice. Dana 6.2.2014., američki brod je ušao u vode Irana kako bi zarobio panamski naftni tanker u blizini zaljeva Musa.

## Galerija
- Rijeka u Shadegan Wildlife Refuge, Iran 23. svibnja 2017. viđena satelitom Sentinel-2A.
- Pogled na zaljev s tla.